# Eremurus tianschanicus
Eremurus tianschanicus är en grästrädsväxtart som beskrevs av V.K. Pazij, Aleksei Ivanovich Vvedensky och Nikolai Vasilievich Pavlov. Eremurus tianschanicus ingår i släktet Eremurus och familjen grästrädsväxter. Inga underarter finns listade i Catalogue of Life.